# Prochora lycosiformis
Prochora lycosiformis là một loài nhện trong họ Miturgidae.
Loài này thuộc chi Prochora. Prochora lycosiformis được Octavius Pickard-Cambridge miêu tả năm 1872.